# Microsoft WordPad
WordPad è un programma sviluppato da Microsoft, fornito nel pacchetto Windows a partire da Windows 95, che permette di creare semplici testi a formattazione basilare.
Nel settembre 2023 Microsoft annunciò che WordPad non sarebbe più stato aggiornato, ed è stato rimosso dalla versione 24H2 di Windows.

## Funzionalità
Microsoft ha presentato WordPad nel 1995 per Windows 95 e, in seguito, lo ha inserito nelle versioni successive, come soluzione intermedia tra il Blocco note e Word, così da offrire agli utenti un programma semplice da utilizzare e la possibilità di formattare documenti non troppo complessi. Il programma serve di fatto per gestire in modo elementare i documenti di testo. Rispetto al programma Blocco note, aggiunge una serie di opzioni per la gestione elementare di un testo formattato e con caratteristiche di stile:
- Possibilità di scelta del carattere
- Possibilità di inserire un elenco di tipo puntato (a numerazione araba, romana o alfabetica)
- Possibilità di inserire una tabulazione
- Possibilità di modificare lo stile dei paragrafi
- Possibilità di inserire la data o un oggetto dal menù
- Dalla versione 6.1 aggiunta la possibilità di inserire immagini e disegno da MS Paint.

## Formati file supportati

WordPad in Windows Vista

Fino alla versione inclusa in Windows 98 WordPad poteva aprire e salvare file in formato Microsoft Word con estensione .doc. Dalla versione 6.1 WordPad poteva salvare, leggere e modificare i formati .docx creati con Word.
Il programma era in grado di salvare i documenti nei seguenti formati di file:
- Codifica MS-DOS con estensione .txt
- Codifica Unicode con estensione .txt
- Codifica standard (ASCII) con estensione .txt
- Rich Text Format con estensione .rtf
- Office Open XML con estensione .docx
- OpenDocument con estensione .odt